# 永寧渡樂助碑
24°40′34″N 120°54′31″E / 24.676003°N 120.908500°E

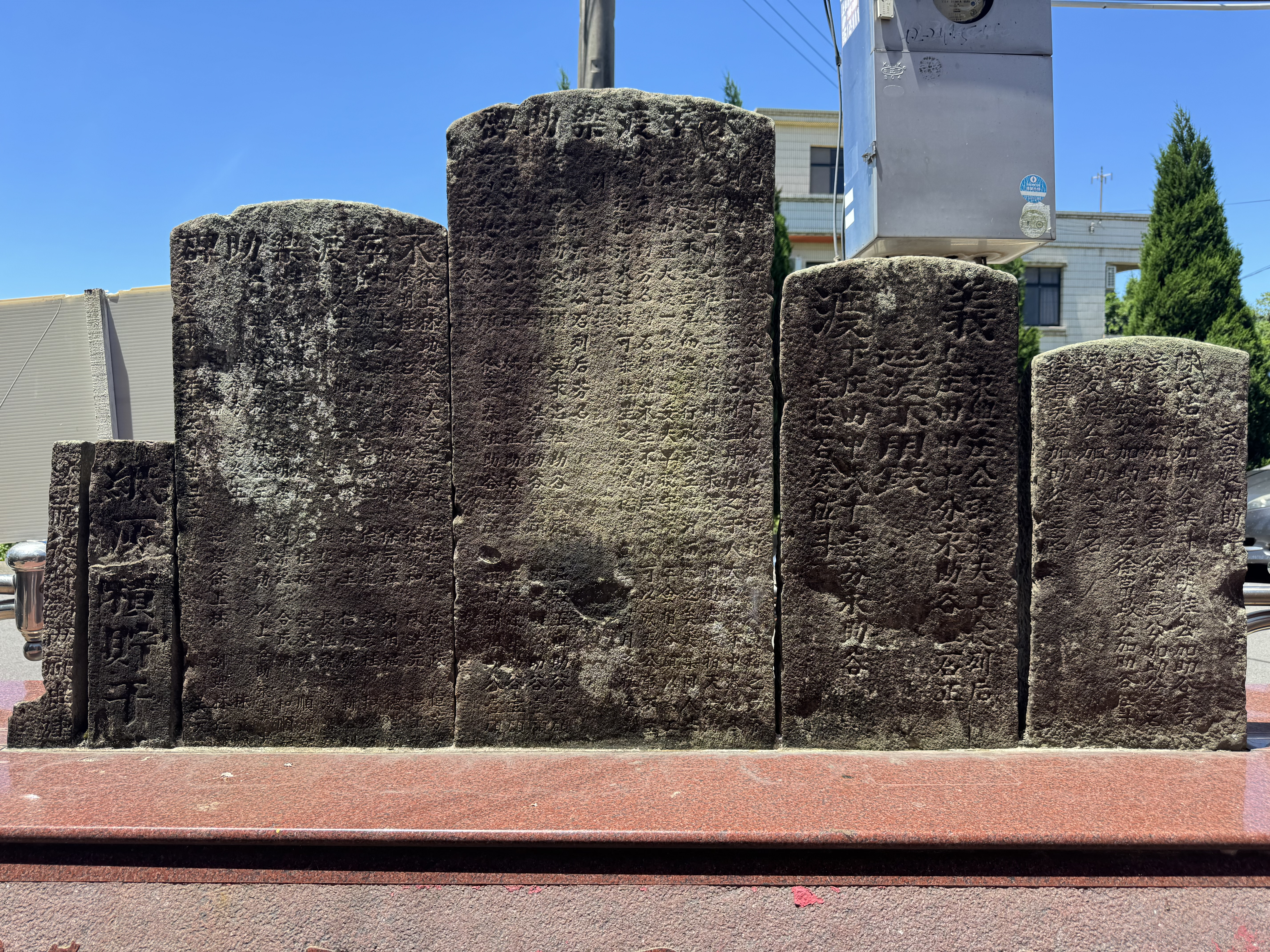
永寧渡樂助碑

永寧渡樂助碑，是位於臺灣苗栗縣頭份市下興里中港溪畔、頂頭屋永寧渡福德祠的義渡碑，道光二十三年（1843年）立。

## 歷史

### 由來
清朝中葉，隨著隆恩圳闢建，頭份、竹南因水利之便而農業發達。客家人見現今頭份市上興、下興里的中港溪東岸河床平坦肥沃，便來此拓墾，以客家語「大河後方」取名為「河背」。河背庄農民在收割後，就以人力扛穀包渡河至頭分販賣。據陳運棟調查，過去時常發生船伕勒索船資、與船客紛爭。
道光十六年（1836年），臺灣府淡水撫民同知婁雲轄域巡視轄內民情，認為應加強義渡制度，以利南北交通，包括大甲溪、房里溪、山柑尾溪、中港溪、鹽港溪及汫水港溪六處設義渡。官府於道光二十三年（1843年）出資結合民間勸募購置田園，以租穀僱請船伕負責頭分與河背庄間的交通。地方耆老劉汝楫回憶，渡河方式是兩岸各設一根綁上鐵線相連的粗木枝，由船夫拉鐵線、撐篙往對岸移動。為祈求渡河平安，居民就以中港溪的溪石組成土地公神像以建立土地祠。刻有贊助人姓名的永寧渡樂助碑便立於河背庄的河唇福德祠旁。

### 現狀
宣統三年（1911年），河唇福德祠遭洪水毀去，永寧渡樂助碑搬至頂頭屋永寧渡福德祠榕樹旁。2001年，頭份鎮公所完成永和山水庫自行車觀光園道規劃，將永寧渡福德祠列為路線景點。原先碑旁的榕樹於約2009年開始枯黃，下興里民眾便將之砍鋸。